# Sąd Apelacyjny w Szczecinie
Das Sąd Apelacyjny w Szczecinie (deutsch: Appellationsgericht Stettin) ist eines von 11 polnischen Appellationsgerichten mit Sitz in Stettin.

## Geschichte
In Stettin bestand bis 1945 das Oberlandesgericht Stettin. 1945 wurde Stettin unter polnische Verwaltung gestellt und die Deutschen vertrieben. Nur wurden polnische Gerichte eingerichtet. Als Appellationsgericht diente zunächst das Sądowi Apelacyjnemu w Gdańsku (Appellationsgericht Danzig), da der Zuzug der Polen erst langsam begann. Durch Verordnung des Justizministers vom 1. Juli 1949 wurde das Appellationsgericht in Stettin eingerichtet. Ihm waren die Bezirksgerichte (sądy okręgowe)in Köslin, Stolp, Stettin und Deutsch Krone zugeordnet. Darunter standen 21 Powitatsgerichte (sądy powiatowe).
Mit dem Gesetz über die ordentlichen Gerichte vom 1. Januar 1950 wurde die Struktur der Gerichte an die neue Verwaltungsgliederung des Landes angepasst. Damit wurde das Appellationsgericht Stettin zum Ende 1950 wieder aufgehoben.
Am 1. Januar 2005 wurde das Appellationsgericht Stettin neu gebildet. Ihm waren nun drei Bezirksgerichte nachgeordnet: Das Sąd Okręgowy w Gorzowie Wielkopolskim in Landsberg an der Warthe, das Sąd Okręgowy w Koszalinie in Köslin und das Sąd Okręgowy w Szczecinie in Stettin.

## Das Gericht
Das Appellationsgericht Stettin hat seinen Sitz in der ul. Mickiewicza 163 in Stettin. Präsident des Gerichtes in Maciej Żelazowski. Übergeordnete Instanz ist das Oberste Gericht Polens.